# 朝が来る
『朝が来る』（あさがくる）は、辻村深月による日本の長編ミステリ小説である。『別册文藝春秋』2014年1月号から2015年3月号に連載、文藝春秋より2015年6月15日に刊行された。長い不妊治療を経て子供に恵まれず特別養子縁組という手段を選択した夫妻と、中学生で妊娠しやむを得ず子供を手放した幼い母の、それぞれの葛藤と人生を描いた社会派ミステリー。第13回（2016年）本屋大賞第5位。
2016年に東海テレビの制作により、フジテレビ系でテレビドラマ化された。2020年10月23日に映画版が公開された。

## あらすじ
本作は、第1章と第2章は栗原佐都子の視点、第3章と第4章は片倉ひかりの視点で描かれている。

### 第1章 平穏と不穏
初夏を迎える6月、栗原佐都子と清和夫妻の家に無言電話がたびたびかかってくるようになる。そんな中、息子の朝斗が幼稚園で友達をジャングルジムから突き落としたと連絡が入る。朝斗は頑なに「自分は押していない」と主張するが、佐都子が大空の母親への対応に苦慮する様子を見聞きし、朝斗は大人たちに気を使い「自分が押したと言えばいいか」と言い出す。結局、友達の嘘だったことが判明し、佐都子たちは安堵する。
そんな出来事の後、再び家の電話が鳴る。電話の向こうの女性は片倉ひかりを名乗り、「子どもを、返してほしいんです」と告げた。このひかりこそ、6年前に朝斗を特別養子縁組で栗原夫妻に託した、彼の実の母親だった。さらにひかりは、「子どもを返さないならお金を用意すれば諦める」「朝斗や夫婦の交友先に、朝斗が実の子ではないことをばらす」と脅迫してきた。佐都子たちはひかりと会って話を聞いてみることにする。
そして佐都子たちはひかりと対面するが、佐都子が記憶する朝斗を託された時のひかりと、目の前にいる女性がとても同じ人物だとは思えなかった。佐都子は、朝斗には自分たちの他にもう一人の母親がいることを教えながら育てており、その実母を朝斗には「広島のお母ちゃん」と呼んで説明していると告げる。また、友人たちにも朝斗が養子であることを隠してはいないと話す。ひかりは言葉を失った。
その後、神奈川県警の刑事が佐都子たちの家を訪れる。刑事に見せられた写真には、先日やって来た片倉ひかりが写っており、彼女の行方がわからなくなっていると知らされる。

### 第2章 長いトンネル
神奈川県警の事情聴取後、佐都子は夫婦の元に朝斗がやって来るまでの日々を振り返っていた。
佐都子と清和は互いに29歳の時、職場恋愛で結婚した。結婚後、子どもは自然と授かるものだと思っていたが、子宝に恵まれず、時間は過ぎていった。佐都子が35歳の時、実家の母親がテレビのワイドショーの影響で不妊の話題を佐都子に振ったことをきっかけに、生理不順も抱えていた佐都子は婦人科で不妊治療を受け始める。その後、医師から夫の精子検査も勧められ、清和が閉塞性無精子症と判明した。二人は藁にもすがる思いで、男性側に原因がある不妊治療で実績のある著名な岡山県のクリニックに通い、MESA（精巣から体外受精に用いる精子を吸引する方式）で子を持とうとするが、2回目の治療までに佐都子が妊娠することはなかった。3回目の治療を予定していた冬のある日、東京では珍しい大雪で交通網が麻痺し、岡山行きの飛行機に間に合いそうにない状況になったとき、清和は治療を続けることの辛さを口にする。佐都子は、自分だけが苦しいのではなかったと改めて気づき、そこで二人は不妊治療を辞めることを決める。
それから1年ほどが経過し、佐都子たちはたまたま見ていた報道ドキュメンタリー番組では、望まない妊娠をしてしまう女性と子を授かれない夫婦たちが特集されていた。その中で、特別養子縁組などの支援を行う団体「ベビーバトン」の存在を知り、説明会に参加してみることにする。説明会ではベビーバトン代表の浅見の話や、テレビでは報じられない様々な事情を抱えつつ、覚悟を持って親となった者たちの経験談を聞いた。佐都子たちが子どもを引き受けることになるのは、さらに1年ほど後の5月の出来事となる。子どもを引き受けることが決まり、子が生まれた広島へ向かう。浅見を仲介役に、産みの母親である片倉ひかりと対面した。まだ中学生のひかりは泣きながら佐都子に「ごめんなさい。ありがとうございます。赤ちゃんをよろしくお願いします」と言い、子を託す。そして、清和は子どもの名前を朝斗にすると決める。長き夜が終わり、夫婦にとってようやく朝がやって来たようだったからだ。
それらの出来事から6年後の今になって、なぜひかりが栗原家の住所などを知ってここを訪ねてきたのか。再びやって来た刑事によると、ひかりは窃盗と横領の容疑で行方を捜査されているという。ひかりの行動の真意は、佐都子たちには全くわからないことだらけだった。

### 第3章 発表会の帰り道
片倉ひかりは栃木県鹿沼市で生まれた。両親は共に教師で、私立の中高一貫校に合格した姉の美咲と合わせて4人家族だった。ひかりは幼稚園の年中から中学2年生までピアノを習っていたが、親から見ればピアノくらいしか彼女に取り柄がなかったのだろう。姉と同じ私立校の受験に失敗し、地元の公立校に進んだひかりは、中学1年生の秋頃から同級生の麻生巧と交際を始める。母親から邪険に扱われている感覚や、携帯電話の管理にうんざりしていたひかりは、反抗心と家では得られない承認欲求に惹かれ、巧に無防備にすべてを許してしまう。最初は彼の一方的な性欲に逆らうことなく行為におよび、ひかりも承認欲求などに飲み込まれて行為を続けた果て、中学2年生の冬休み明けに妊娠が判明。婦人科での診察時にはすでに中絶可能な妊娠22週を過ぎていた。
中絶させられないと知った両親は、ひかりに子どもを産ませるしかないと判断し、特別養子縁組を支援するベビーバトンにひかりを預け、生まれた子どもの里親を探してもらうことを決める。ベビーバトンが運営する出産支援事業が行われている広島に一人で送り出されたひかりは、代表の浅見に案内された寮で、様々な事情を抱え出産を控える女性たちと過ごす。出産までの間、浅見の教えに従って生まれてくる子どもに将来見せるためのノートを書き綴り、臨月を迎える頃には、自分の中に存在するもう一つの命についても思いを巡らせるようになっていた。出産後、ひかりは浅見に懇願して里親に決まった栗原夫妻と対面し、生まれた子どもを託した。鹿沼に戻ったひかりは、両親が周囲に自身の不在をどう嘘を付いて説明していたか、また巧には中絶したと説明していたと知り、虚無感にとらわれる。
その後もひかりは家での居場所がないに等しかった。公立高校に合格するも、親の理想通りに進んだ「幻想のひかり」と、数々の失敗を重ねてきた「現実のひかり」との乖離から母とはうまくいかず、高校2年生の時に家出する。唯一のあてがあると思い込んでいるベビーバトンのある広島に向かい、浅見にベビーバトンで働きたいと懇願する。しかし、寮の取り壊しが決まり、ベビーバトンの事業が別の団体に移譲されている最中だったため、ひかりは寮からの退去までの期間という条件で、妊婦たちの世話人として働くことを許される。その中で、ある日浅見が不在の時に、自身の出産記録資料を好奇心から見てしまい、産んだ子どもである朝斗とその親である栗原家の住所などを知る。その後は、浅見に紹介された新聞店の借り上げアパートに住み込みで働き、浅見や突然訪ねて来た姉に心配されながら日々を過ごしていた。しかし、同僚のトモカに悪用され、闇金融の連帯保証人として取り立てに追われるようになる。店に迷惑をかけたくないと思い、夜逃げ同然で広島を離れた。
東に向かう電車の中で、ひかりはふと栗原夫妻と朝斗の住む場所に意識が向かい、横浜駅で降りる。ひかりはすでに20歳を過ぎていたが、保証人のあてもなく、不動産屋で部屋を借りることの困難を初めて知る。ひとまずの逃避先としてビジネスホテルでの住み込みの仕事を見つけるが、不用意な行動から闇金融の取り立てに居場所がばれてしまい、再び取り立てに怯える日々に戻ってしまう。そんな中で、闇金融から逃れる方法として金を工面しようと考え、ホテルの事務室の金庫から金を持ち出し闇金融に渡した。ホテルのマネージャーである浜野の言葉の数々は、ひかりが犯した数々の過ちを一つひとつ浮き彫りにしていく。そしてひかりは、栗原夫妻の住む住所を浜野に教えた後、栗原夫妻のもとに電話をかけ始め、その後、彼らの住む川崎市の高層マンションへ向かうことになる。

### 第4章 朝が来る
栗原家へ向かう最中、ひかりはこれから金をむしり取ろうとしている自分が礼儀正しく振る舞おうとしたり、窓越しに映る自身の姿などにちぐはぐさを感じていた。
そして栗原夫妻と対面し、朝斗を返すか、さもなければ金を用意するよう要求する。しかし、朝斗を引き受けた中学2年生の頃のひかりと、今ここで脅迫をしている自分が同じ人物であるはずもなく、本当に朝斗を産んだひかりであれば、朝斗が今どんな学年にあたるかを間違えるわけがないと看破され、あまりにも未熟な計画だったと思い知る。さらに、佐都子から、朝斗を産む直前まで浅見に教えられた通りに記していた子どもへの手紙を書いたノートの存在、そして朝斗には産みの母親の存在を「広島のお母ちゃん」と呼び教えながら育てていると聞かされる。ここでもまた、栗原夫妻が考える、朝斗を託した中学2年生で子を産むことになったがその後立ち直った理想的なひかりの像と、今ここにいるひかりの像との乖離に、ひかり自身がショックを受けることとなった。
すべての希望を失い、街をさまようひかりの心の中では、ここで自分の人生が終わってもいいという考えがよぎる。そんなひかりの目の前に佐都子と朝斗が現れる。朝斗が佐都子に彼女は何者かと問うと、佐都子は「朝斗の、広島のお母ちゃんだよ」と答えた。それを聞いた朝斗は、二人の母親を見つめた。

## 登場人物
栗原佐都子（くりはら さとこ）
41歳。現在は専業主婦。29歳のとき、勤めていた建築会社の同僚・清和と職場結婚。しばらくは仕事を続けていたが、不妊治療を辞めて朝斗を養子に迎えた後、育児休暇を申請しようとした際、会社側の反応に違和感を覚え退職した。その後は、同じ高層マンションの下の階に住む、朝斗が通う幼稚園のママ友たちと付き合いながら日々を過ごしている。
栗原清和（くりはら きよかず）
41歳。建築会社勤務。29歳のときに佐都子と結婚。子宝に恵まれなかったため、夫婦で不妊治療を受けていた35歳のとき、閉塞性無精子症と診断される。不妊の原因が自分にあったことから精神的にショックを受け、MESA治療（精巣から体外受精に用いる精子を吸引する治療法）による肉体的負担も大きかった。2回の治療で良い結果が出なかったため、不妊治療を続けることに辛さを感じていた。
片倉ひかり（かたくら ひかり）
栗原朝斗の産みの母親。21歳。中学2年生のとき、同級生の麻生巧との性行為で妊娠。ベビーバトンの支援事業により出産し、生まれた子どもを栗原夫妻に預けた。高校2年生で家出後、広島へ渡り、ベビーバトンの代表である浅見の元で身柄を引き取られる。その後、新聞店で働いていたが、闇金融の取り立てから逃れるため夜逃げ同然で広島を離れた。行き着いた横浜にも取り立てが来るようになり、金を工面するため勤務先のホテルの事務所から金を盗んでしまう。ホテルに返す金を工面しようと、栗原夫妻を脅迫するに至る。
栗原朝斗（くりはら あさと）
幼稚園年長。6歳。ひかりが産み、栗原夫妻が特別養子縁組で迎えた子ども。
大空ママ（そら ママ）
朝斗が通う幼稚園の友達、大空（そら）の母親。栗原夫妻と同じ高層マンションの下の階に住んでいる。
浅見（あさみ）
望まない妊娠をしてしまった女性の支援や、子を授かることのできない者たちへの特別養子縁組の支援事業などを行う団体「ベビーバトン」の代表。50代後半。広島にあるベビーバトンの出産支援事業を行っている借り上げの寮の一室を事務室兼自室とし、妊婦たちの面倒を見ていた。
コノミ
ベビーバトンの寮でひかりと同室だった妊婦。両親の離婚後、荒れた生活の末に風俗店に勤めていたとき、客に要求された行為で妊娠したことは把握できていると言うが、誰が父親か調べようがないという。出産後は、生まれた子どもに会えるようになるため頑張ってみると言い残し、寮を後にした。
トモカ
ひかりが新聞店勤務のとき、店の借り上げアパートの同室になった同僚。同室になって間もなく、ひかりとの少額の金の貸し借りが始まった。その後、ひかりの名前ででっち上げ同然に借金の連帯保証人に仕立て上げた後、夜逃げしてしまう。
浜野（はまの）
ひかりが横浜で勤めたビジネスホテルのマネージャー。金庫から金がなくなっていることに気づき、ひかりに一つ一つ過ちを指摘しながら、良いことも悪いことも正直に話して対応するよう諭そうとしたが、ひかりはそれに気づくことができなかった。

## 書誌情報
- 朝が来る（2015年6月15日、文藝春秋、ISBN 978-4-16-390273-9）
- 朝が来る（2018年9月4日、文春文庫、ISBN 978-4-16-799133-3）

## テレビドラマ
東海テレビの制作でテレビドラマ化され、フジテレビ系「オトナの土ドラ」枠で2016年6月5日から7月31日まで全8回で放送された。安田成美は2000年の『リミット もしも、わが子が…』以来16年ぶりの連続ドラマ主演作となる。

### キャスト（テレビドラマ）
- 栗原佐都子 - 安田成美
- 片倉ひかり - 川島海荷（中学生時代：原菜乃華）
- 栗原清和 - 田中直樹
- 後藤香澄 - 佐津川愛美
- 山本健太 - 小野塚勇人
- 安藤良太 - 榊原徹士
- 栗原朝斗 - 林田悠作
- 片倉宏 - 妹尾青洸
- 片倉咲子 - 赤間麻里子
- 片倉茜 - 小島梨里杏
- 坂上 - 山田将之
- 権田 - 鈴之助
- 星野大空 - 斎藤汰鷹
- 白川朱美 - MEGUMI
- 星野理沙 - 滝沢沙織
- 杉本美樹- 水原ゆき
- 立花ナオミ - 秋乃ローザ
- 平田コノミ - 黒川智花
- 山本哲男 - 山本龍二
- 浅見洋子 - 石田えり

### スタッフ（テレビドラマ）
- 原作 - 辻村深月『朝が来る』（文藝春秋）
- 脚本 - 高橋麻紀
- 主題歌 - ZAZ『もし私が忘れるようなことがあったら』（ワーナーミュージック・ジャパン）
- プロデューサー - 松本圭右、渋谷未来、井上季子
- 演出 - 古澤健、金子与志一
- 制作・著作 - テレパック
- 制作 - 東海テレビ放送

### ロケ地
- 広島県呉市[4][5]。

### 放送日程（テレビドラマ）
| 各話   | 放送日  | サブタイトル         | 演出       |
| ------ | ------- | -------------------- | ---------- |
| 第1話  | 6月05日 | 不穏な電話           | 古澤健     |
| 第2話  | 6月11日 | 女の正体             | 古澤健     |
| 第3話  | 6月19日 | 実母を襲う深い闇     | 金子与志一 |
| 第4話  | 6月25日 | 悪魔の誘惑           | 金子与志一 |
| 第5話  | 7月02日 | あの日の真実         | 古澤健     |
| 第6話  | 7月09日 | すれ違う心と新たな絆 | 金子与志一 |
| 第7話  | 7月16日 | 本当に求めていたもの | 金子与志一 |
| 最終話 | 7月31日 | そして、朝が来る     | 古澤健     |

- 第1話は、前夜（4日）のバレーボール中継（フジテレビ制作）のため35分繰り下げ、0時15分 - 1時10分に放送された（日曜放送）。
- 第3話は、前夜（18日）の『第8回AKB48総選挙SP』（フジテレビ制作）放送のため30分繰り下げ、0時10分 - 1時5分に放送された（日曜放送）。
- 最終話は、前夜（30日）の『土曜プレミアム』（フジテレビ制作）の20分後拡大のため、20分繰り下げ、0時 - 0時55分に放送された（日曜放送）。

| 東海テレビ制作・フジテレビ系 オトナの土ドラ | 東海テレビ制作・フジテレビ系 オトナの土ドラ | 東海テレビ制作・フジテレビ系 オトナの土ドラ |
| 前番組                                      | 番組名                                      | 次番組                                      |
| ------------------------------------------- | ------------------------------------------- | ------------------------------------------- |
| 火の粉 （2016年4月2日 - 5月28日）           | 朝が来る （2016年6月5日 - 7月31日）         | ノンママ白書 （2016年8月13日 - 9月24日）    |

## 映画
2020年10月23日に公開。監督は河瀨直美、主演は永作博美。第73回カンヌ国際映画祭「Official Selection 2020」選出作品。英題は"True Mothers"。
当初は2020年6月5日に公開予定だったが、新型コロナウイルス感染症（COVID-19）の感染拡大に伴い、同年4月21日に公開延期が発表された。

### キャスト（映画）
- 栗原佐都子：永作博美
- 栗原清和：井浦新[10]
- 片倉ひかり：蒔田彩珠[10]
- 浅見静恵：浅田美代子[10]
- 栗原朝斗：佐藤令旺[14]
- 麻生巧：田中偉登[14]
- 片倉貴子：中島ひろ子[14]
- 片倉勝：平原テツ[14]
- 片倉美咲：駒井蓮[14]
- コノミ：山下リオ[14]
- 柳原トモカ：森田想[14]
- 産婦人科医：堀内正美[14]
- 土屋：山本浩司[14]
- 三島（神奈川県警）三浦誠己[14]
- 園長（めぐみ幼稚園）：池津祥子[14]
- 柴田：若葉竜也[14]
- 吉川：青木崇高[14]
- 浜野剛：利重剛[14]
- マホ：葉月ひとみ[15]
- ひかりの伯父：仁科貴[16]
- 高橋美貴（大空ママ）：手塚真生[17]
- 石橋菜津美[18]
- 園田（東京新聞 横浜中央専売所）：星野園美[19]
- 刑事（神奈川県警）：レン杉山
- 高橋大空：秋元麟[20]
- 高橋大海：森優理斗[21]
- 女医：今藤洋子[22][注 1]
- ナレーション：有働由美子[23]

### スタッフ（映画）
- 原作：辻村深月『朝が来る』（文春文庫）
- 監督・脚本・撮影：河瀨直美
- 共同脚本：髙橋泉
- 音楽：小瀬村晶、トン・タット・アン
- 主題歌：C&K「アサトヒカリ」（EMI Records / UNIVERSAL MUSIC）[24]
- 撮影：月永雄太、榊原直記
- 照明：太田康裕
- 録音：Roman Dymny、森英司
- 美術：塩川節子
- 編集：Tina Baz、渋谷陽一
- サウンドデザイナー：Roman Dymny
- サウンドミキサー：Olivier Goinard
- ラボ：東映ラボ・テック
- 取材協力：NPO法人Babyぽけっと
- ラインプロデューサー：齋藤寛朗
- プロデューサー：武部由実子
- 配給（日本国内）：キノフィルムズ
- 海外セールス：playtime、木下グループ
- 制作プロダクション：キノフィルムズ、組画
- 共同制作プロダクション：KAZUMO
- 製作：「朝が来る」Film Partners

### 撮影
- 河瀬作品では珍しく、全国6箇所で撮影[25]。河瀨監督ならではの“役積み”を経た後[26]、2019年4月16日、東京都内でクランクイン[27]。ロケ地は、東京湾岸エリア[28]、栃木県宇都宮市（大谷資料館[29]）、奈良県奈良市（奈良市立飛鳥中学校[30]）、広島市[26]（広島駅[31][32]、グランドプリンスホテル広島[33]、似島[31][34])、神奈川県横浜市[27]。2019年6月クランクアップ[27]。

### 受賞（映画）
- 第45回報知映画賞（2020年度）[35]
  - 監督賞（河瀨直美）
  - 助演女優賞（蒔田彩珠）
- 第42回ヨコハマ映画祭（2020年度）[36]
  - 日本映画ベストテン 第4位
  - 助演女優賞（蒔田彩珠）
- 第75回毎日映画コンクール（2020年度）[37]
  - 女優助演賞（蒔田彩珠）
  - 監督賞（河瀨直美）
- 第44回日本アカデミー賞（2020年度）[38]
  - 優秀監督賞（河瀨直美）
  - 優秀主演女優賞（永作博美）
  - 優秀撮影賞（河瀨直美、月永雄太、榊原直記）
  - 優秀照明賞（太田康裕）
  - 優秀録音賞（ロマン・ディムニー、森英司）
  - 優秀編集賞（ティナ・バズ、渋谷陽一）
  - 新人俳優賞（蒔田彩珠）
- 第94回キネマ旬報ベスト・テン（2020年度）[39]
  - 日本映画ベスト・テン 第3位
  - 助演女優賞（蒔田彩珠）
- 2020年度全国映連賞[40]
  - 日本映画ベストテン 第2位
  - 女優賞（蒔田彩珠）